# Sentilly
Sentilly foi uma comuna francesa na região administrativa da Normandia, no departamento Orne. Estendia-se por uma área de 7,83 km². Em 2010 a comuna tinha 139 habitantes (densidade: 17,8 hab./km²).
Em 1 de janeiro de 2018, passou a formar parte da nova comuna de Monts-sur-Orne.